# Bolborhachium trituberculatum
Bolborhachium trituberculatum är en skalbaggsart som beskrevs av Bainbridge 1842. Bolborhachium trituberculatum ingår i släktet Bolborhachium och familjen Bolboceratidae. Inga underarter finns listade.